# 576 Emanuela
576 Emanuela è un asteroide della fascia principale del diametro medio di circa 84,68 km. Scoperto nel 1905, presenta un'orbita caratterizzata da un semiasse maggiore pari a 2,9827822 UA e da un'eccentricità di 0,1984490, inclinata di 10,22889° rispetto all'eclittica.
Il suo nome è in onore ad un'amica dello scopritore, Paul Götz.